# 尼古拉斯維爾 (喬治亞州)
尼古拉斯維爾（英語：Nicholasville）是位於美國喬治亞州沃爾頓縣的一個非建制地區。該地的面積和人口皆未知。

## 地理
尼古拉斯維爾的座標為33°52′05″N 83°45′17″W / 33.86806°N 83.75472°W，而該地的平均海拔高度為280米（即919英尺）。